# Weinbau in Neuseeland

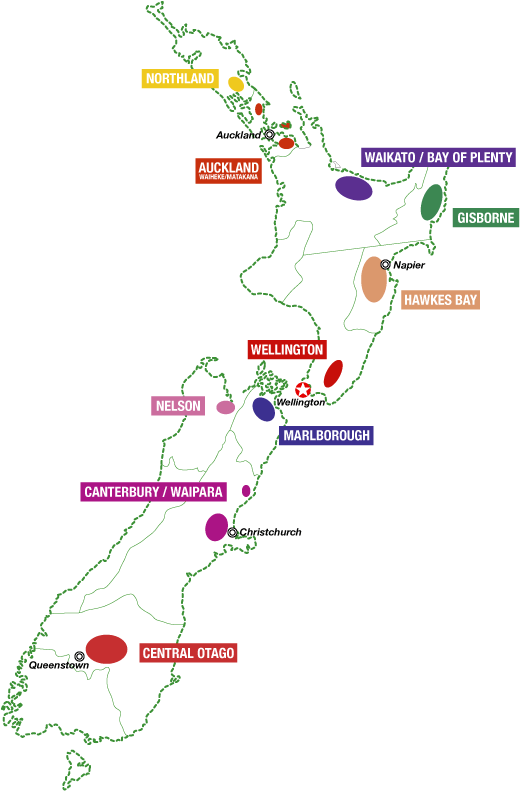
Karte mit Weinbauregionen

Der Weinbau in Neuseeland hat eine noch junge Geschichte, doch mit den Weinsorten Sauvignon Blanc, Pinot Noir und Chardonnay hat er sich den Platz als achtwichtigste Exportbranche des Landes gesichert.

## Geschichte
Der Weinbau in Neuseeland reicht zurück bis in die koloniale Zeit des Landes. Auch wenn die Ursprünge der Weinwirtschaft in Neuseeland nicht klar zu bestimmen sind, so gilt zumindest das Jahr 1819 als erstmalige Erwähnung des Anbaus von Wein als gesichert, als Samuel Marsden, ein anglikanischer Missionar, laut seinem Tagebucheintrag den Anbau von 100 Weinstöcken in der Ansiedlung der Church Missionary Society in Kerikeri auf seiner zweiten Reise nach Neuseeland dokumentierte. Doch man nimmt an, dass Charles Gordon, Superintendent für Landwirtschaft, bereits 1817 in Rangihoua und Waitangi den Weinanbau eingeführt hatte.
Der Beginn des professionellen Weinbaus wird allerdings mit James Busby verbunden, der, im Winzerhandwerk ausgebildet in Bordeaux, 1833 Rebstöcke vom Weinberg seiner Familie von Hunter Valley, New South Wales nutzte, um damit auf seinem Grundstück in Waitangi Wein anzubauen. Busby hatte im Übrigen auch zwei Bücher zum Thema Weinbau veröffentlicht.
Abstinenzbewegungen und eine kuriose Gesetzgebung verhinderten anfänglich die Entstehung eines nennenswerten Weinbaus in Neuseeland. Von 1908 an war der Verkauf alkoholhaltiger Getränke in einigen Gebieten verboten, und von 1917 an konnte Wein nicht mehr in Restaurants verkauft werden. In Hotels war der Erwerb von Wein teilweise noch möglich, aber limitiert auf nicht mehr als zwölf Flaschen pro Käufer. Das Servieren von Wein in Restaurants wurde erst 1960 wieder freigegeben, und ab 1990 folgte dann auch der freie Verkauf von Wein in Supermärkten.
Zur Weinerzeugung taugliche Reben wurden ab 1970 aus Europa importiert, wobei vornehmlich noch Müller-Thurgau zur Anpflanzung kam. Ab 1992 nahm Chardonnay dessen Platz ein; spätestens seit 2005 ist es der Sauvignon Blanc. Zu Anfang war die in Teilen fast subtropische Nordinsel das Hauptanbaugebiet des neuseeländischen Weins, ab 1990 wurde dann auch zunehmend auf der Südinsel mit ihren mäßig warmen Sommern und milden Wintern Wein angebaut.
In Neuseeland wurde in jüngster Zeit in einigen Regionen experimenteller Weinbau mit großem Erfolg begonnen: Ökologen, Klimatologen und Geologen suchen gezielt nach Regionen, in denen bis dato der Weinbau unbekannt ist, deren Böden und Kleinklimate jedoch beste Voraussetzungen zum Weinbau bieten. Mit dem Ziel, international konkurrenzfähigen erstklassige Weine zu produzieren, wurden dann nach wissenschaftlichen Analysen neue Weinbaubetriebe gegründet.

## Wein als Wirtschaftsfaktor

Die Erntemenge von 1996 bis 2024

Der Weinbau in Neuseeland spielt eine wichtiger werdende Rolle im Wirtschaftsleben des Landes, wobei die Exportorientierung die Weinindustrie hierbei dominiert und 2011 die Weinwirtschaft zur achtwichtigsten Exportbranche des Landes aufstieg.
Im Jahr 2012 wurden auf einer bewirtschafteten Rebfläche von 34.269 ha 269.000 Tonnen Weinreben geerntet. Wetterbedingt waren dies 18 % weniger als im Jahr zuvor, in dem 328.000 Tonnen eingefahren wurden, aber in der Tendenz jährlich steigend.
Der größte Teil des produzierten Weins ging in den Export, ebenfalls mit steigender Tendenz. Waren es 1982 noch 0,5 Millionen Liter, die exportiert wurden, stieg die Menge 1992 auf über 7 Millionen Liter, gefolgt von 57 Millionen im Jahr 2006. 2011 exportierte Neuseeland knapp 179 Millionen Liter und damit 70 % seines Weins, mit einer Steigerung von 16 % zum Vorjahr. Der Umsatz aus dem Export machte dabei 2011 1,18 Mrd. NZ$ aus, 8 % mehr als im Vorjahr.
Seit 1981 hat sich der Exportanteil in der neuseeländischen Weinwirtschaft von 2 % auf 12 % im Jahr 1991, 35 % im Jahr 2001, auf 70 % im Jahr 2011 gesteigert. Bevorzugte Exportländer waren dabei das Vereinigte Königreich mit 24 %, Australien mit 20 %, die Vereinigten Staaten mit 15 % und Kanada mit 3 % Exportanteil. Lediglich 8 % des Exportes gingen in den Rest der Welt.
Die Zahl der neuseeländischen Weinerzeuger kann man nur schätzen. In der New Zealand Winegrowers, dem im März 2002 gegründeten Verband der unabhängigen Trauben- und Weinerzeuger, waren Stand 2013 jedenfalls rund 1000 Weinbauer und knapp 700 Weinkellereien organisiert. Der Großteil der Kellereien, 609 insgesamt, zählte 2013 mit jeweils weniger als 200.000 Liter Wein pro Jahr zu den Kleinerzeugern, wogegen die 15 größten Weinproduzenten mit ihrem jährlichen Weinausstoß bei über 4 Millionen Liter im gleichen Zeitraum lagen. Lediglich 68 Kellereien lagen im Mittelfeld.

## Rebsorten nach Anbaufläche
| Pos | Sorten               | Wein | Synonym    | 1999  | 2002  | 2005  | 2008   | 2013   | Anteile 2013 | Bemerkung                                                         |
| --- | -------------------- | ---- | ---------- | ----- | ----- | ----- | ------ | ------ | ------------ | ----------------------------------------------------------------- |
| 1.  | ‘Sauvignon Blanc’    | WW   |            | 2.008 | 3.685 | 7.043 | 13.998 | 20.083 | 57,97 %      |                                                                   |
| 2.  | ‘Spätburgunder’      | RW   | Pinot Noir | 826   | 2.029 | 3.757 | 4.650  | 5.126  | 14,80 %      |                                                                   |
| 3.  | ‘Chardonnay’         | WW   |            | 2.449 | 3.427 | 3.804 | 3.881  | 3.140  | 9,06 %       |                                                                   |
| 4.  | ‘Grauburgunder’      | WW   | Pinot Gris | 90    | 232   | 489   | 1.383  | 2.389  | 6,90 %       |                                                                   |
| 5.  | ‘Merlot’             | RW   |            | 532   | 1.077 | 1.492 | 1.363  | 1.224  | 3,53 %       |                                                                   |
| 6.  | ‘Riesling’           | WW   |            | 432   | 529   | 811   | 917    | 742    | 2,14 %       |                                                                   |
| 7.  | ‘Syrah’              | RW   | Shiraz     | 51    | 117   | 238   | 278    | 384    | 1,11 %       |                                                                   |
| 8.  | ‘Gewürztraminer’     | WW   |            | 103   | 178   | 257   | 316    | 318    | 0,92 %       |                                                                   |
| 9.  | ‘Cabernet Sauvignon’ | RW   |            | 653   | 745   | 614   | 516    | 311    | 0,90 %       |                                                                   |
| 10. | ‘Viognier’           | WW   |            |       |       |       |        | 150    | 0,43 %       |                                                                   |
| 11. | ‘Malbec’             | RW   | Cot        | 49    | 116   | 163   | 156    | 138    | 0,40 %       |                                                                   |
| 12. | ‘Cabernet Franc’     | RW   |            | 111   | 170   | 180   | 166    | 109    | 0,31 %       |                                                                   |
| 13. | ‘Sémillon’           | WW   |            | 215   | 233   | 240   | 199    | 71     | 0,20 %       |                                                                   |
| 14. | ‘Sauvignon Gris’     | WW   |            |       |       |       |        | 60     | 0,17 %       |                                                                   |
| 16. | ‘Muskateller’        | WW   |            | 191   | 135   | 139   | 135    | 47     | 0,14 %       | Muskateller lag 2013 mit 0,14 % weit abgeschlagen auf Platz 16    |
| 17. | ‘Pinotage’           | RW   |            | 65    | 87    | 85    | 74     | 45     | 0,13 %       | Pinotage lag 2013 mit 0,13 % weit abgeschlagen auf Platz 17       |
| 20. | ‘Chenin Blanc’       | WW   |            | 154   | 113   | 58    | 50     | 23     | 0,07 %       | Chenin Blanc lag 2013 mit 0,07 % weit abgeschlagen auf Platz 22   |
| 24. | ‘Reichensteiner’     | WW   |            | 65    | 87    | 85    | 72     | 14     | 0,04 %       | Reichensteiner lag 2013 mit 0,04 % weit abgeschlagen auf Platz 24 |
| 36. | ‘Müller-Thurgau’     | WW   |            | 520   | 307   | 137   | 79     | 2      | 0,01 %       | Müller-Thurgau lag 2013 mit 0,01 % weit abgeschlagen auf Platz 36 |
|     | Summe                |      |            |       |       |       |        | 34.643 | 100,00 %     |                                                                   |
|     | Weißwein             | WW   |            |       |       |       |        | 27.221 | 78,58 %      |                                                                   |
|     | Rotwein              | RW   |            |       |       |       |        | 7.422  | 21,42 %      |                                                                   |

Quelle: New Zealand Wine 2013

## Anbaugebiete

### Nordinsel
- Northland

In Northland, mit seinem fast mediterranen Klima, werden bevorzugt Chardonnay, Pinot Gris und Viognier als Weißweine angebaut. An Rotweinen finden wir Syrah, Pinotage und die Neuzüchtung des roten Chambourcin vor. Die Northland Wine Growers Association, die sich 2007 gegründet hatte, zählte 2013 über 50 Mitglieder und bezeichnete den Weinbau in Northland als einen schnell wachsenden Industriezweig.
- Auckland

Die klassischen Anbaugebiete Henderson, Kumeu and Huapai rund um Auckland wurden ergänzt durch  Waiheke Island, Matakana und Clevedon. Aus ihnen kommt hauptsächlich Chardonnay, Merlot, Cabernet Sauvignon auf den Markt, aber auch Pinot Gris, Pinot Noir und Cabernet Franc sind in den Weinfeldern zu finden.
- Bay of Plenty und Waikato

Beide noch nicht so bedeutend als Weinanbauregionen, findet man dort hauptsächlich Cabernet Sauvignon, Sauvignon Blanc und Chardonnay wieder.
- Gisborne

Gisborne zählt zu den Weinregionen, in denen bevorzugt Chardonnay angebaut wird und auch für den Gewürztraminer bekannt ist. Neuerdings findet man auch Anbauflächen für Viognier, Pinot Gris und Chenin Blanc und als Rotweine Merlot, Malbec und Pinotage.
- Hawke’s Bay

Nach dem Niedergang des Müller-Thurgau nicht mehr Hauptweinanbaugebiet Neuseelands, zählt sich Hawke’s Bay heute noch zu den ältesten und der zweitgrößten Weinregion Neuseelands. Mit über 80 % des in Neuseeland produzierten Rotweins hat die Region eine Ausnahmestellung im Weinmarkt. Zu finden sind die roten Sorten Cabernet Sauvignon, Merlot und Syrah und als Weißwein Chardonnay.
- Wairarapa

In den Hauptweinanbaugebieten rund um die Städte Masterton, Gladstone und Martinborough wird der Anbau von Cabernet Sauvignon und Pinot Noir bevorzugt, letzterer zu einem größeren Anteil.

### Südinsel
- Marlborough

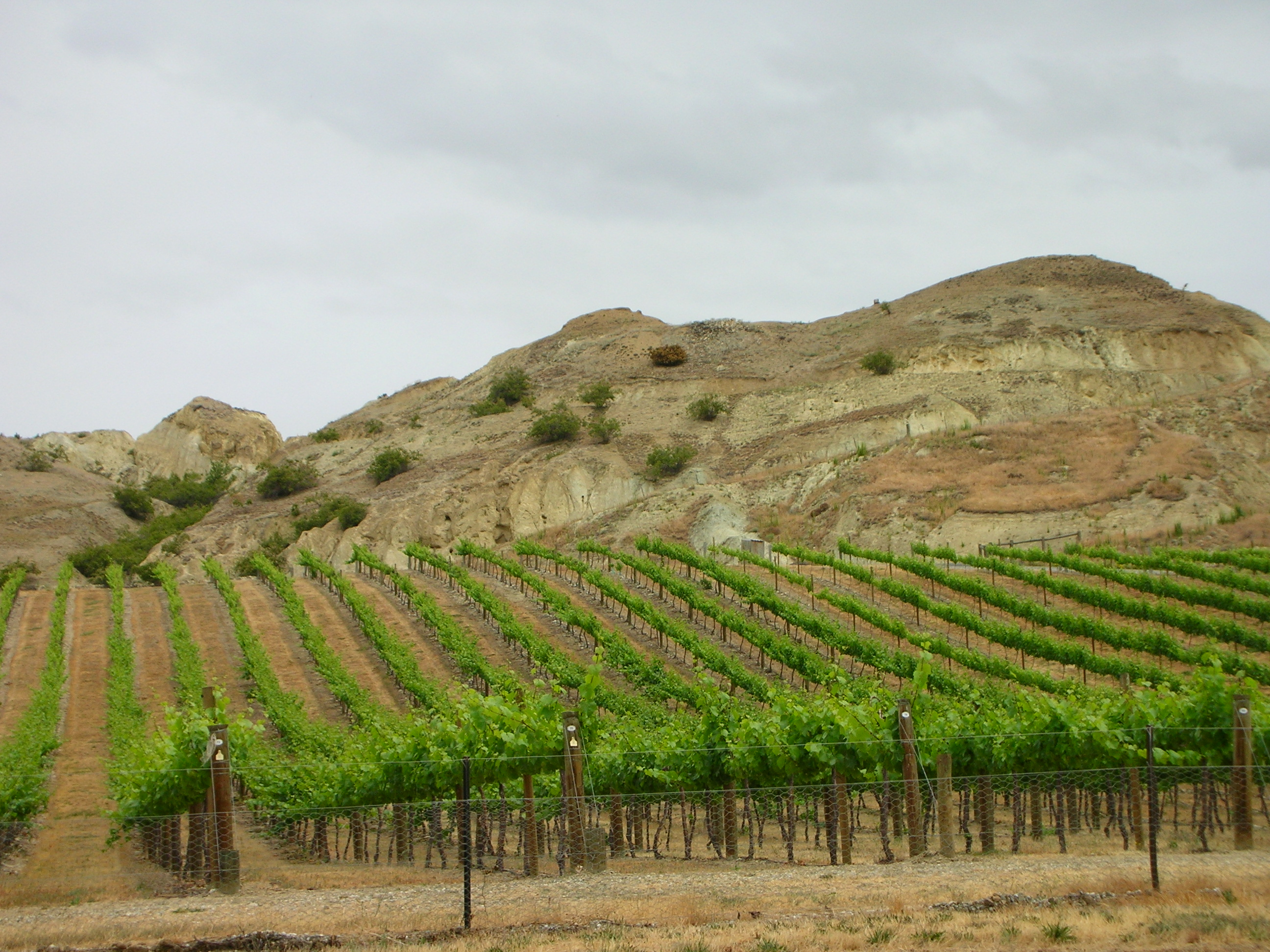
Weinanbau in Central Otago

Mit rund 79 % der gesamten Weinproduktion und 23.600 ha Anbaufläche stellt die Marlborough-Region heute mit Abstand das größte Weinanbaugebiet Neuseelands dar. Hauptweinanbaugebiet war und ist das Wairau Valley, doch kamen in den letzten Jahren Fairhall, Hawkesbury und Waihopai dazu. Angebaut wird hauptsächlich Sauvignon Blanc, doch auch Pinot Noir ist in der Region zuhause.
- Nelson

Mit 813 ha Anbaufläche und rund 2,5 % der neuseeländischen Weinproduktion ist das Anbaugebiet in der Region um Nelson recht klein. Bevorzugt sind hier Sauvignon Blanc, Pinot Noir, Chardonnay, Pinot Gris und Riesling zu finden.
- Canterbury

Aus dieser Gegend kommen hauptsächlich die Sorten Sauvignon Blanc und Pinot Noir, der seit 1982 in der Region angebaut wird. Canterbury ist das viertgrößtes Anbaugebiet Neuseelands.
- Waipara Valley

Mit rund 80 Weinbergen und 1,200 ha Anbaufläche stellt das Waipara Valley 2013 das am schnellsten wachsende Anbaugebiet Neuseelands dar. Zu finden sind hier Pinot Noir und Riesling als regionale Spezialität und auch Pinot Gris, Chardonnay und selbstverständlich Sauvignon Blanc.
- Waitaki Valley

Das Waitaki Valley war 2001 Neuseelands jüngste Weinregion. Sie befindet sich in der Grenzregion zwischen dem Norden der Region Otago und dem Süden der Region Canterbury. Angebaut werden seitdem hauptsächlich Pinot Noir, Pinot Gris, Riesling und Gewürztraminer.
- Central Otago

Central Otago ist Neuseelands höchstgelegene und weltweit die südlichstgelegene Weinregion der Welt. Rund 80 % der Anbaufläche wird für Pinot Noir genutzt, die restliche verteilt sich auf Riesling, Pinot Gris und Chardonnay.